# Юн Ён Джун
Юн Ён Джун (кор. 윤영중; род. 9 декабря 1984 года) - южнокорейский пловец в ластах.

## Карьера
Подводным спортом занимается с 1996 года. С 1999 года входит в сборную Южной Кореи.
Многократный призёр чемпионатов мира. Чемпион Азии и многократный призёр чемпионатов Азии. Многократный чемпион Кореи.
Рекордсмен Азии на дистанциях 200, 400, 800 и 1500 метров в ластах.